# Брейнерит
Брейнерит (рос. брейнерит; англ. breunnerite; нім. Breunnerit) — типовий мінерал лиственітів, залізистий магнезит.

## Загальний опис
Хімічна формула: (Mg, Fe)[CO3]. Містить до 7,5 % FeO.